# أمير شونة أمون
أمير شونة أمون  أو ناظر شونتي آمون بالمصرية القديمة «أميرا شنوتي إن آمون»: هو لقب وظيفي في مصر القديمة، وهو موثق منذ الدولة الحديثة حيث ذكر هذا اللقب في العديد من الآثار والمخطوطات. مع ملاحظة أن المصريين اليوم لا يزالوا يستخدمون كلمة «شونة» المصرية القديمة، والشونة بمعناها الضيق «صومعة غلال».
كانت مهمة أمير الشونتين هي إمداد كهنة طيبة (الكرنك) بالغذاء والملبس. فكان يتولى استلام وإدارة واردات مخازن غلال معبد أمون-رع. ومن ضمنها ديات البلاد التي فتحتها مصر، وواردات البخور لكل شهر، وكذلك الغلال والماشية.
كان عمدة طيبة هو المسؤول عن مهمات ناظر الشونتين خلال الأسرة الثامنة عشر. وقد عثر آثار عن وظيفة أمير شونتي آمون في مقبرة إنيني TT81, وسنفر (مقبرة TT96) ومقبرة زوسر.

## بالهيروغليفية
| F20 | O51 · X1 · Z4 | O1 · O1 | N35 | M17 | Y5 · N35 |

 Jmj-r3 šnwtj-n-Jmn

أمير شونتي آمون
تفسير الاسم (يقرأ هنا من اليسار إلى اليمين):
أمير: ورمزها لسان،

شونة: شونة غلال

شونتين اثنتين: بيتين تحت بعضهما

تبع: موجة ماء (حرف جر يعني «لـ أو تبع»)

أمون: آمون

## اقرأ أيضا
- وظائف مصر القديمة
- أمير بيت الثروات
- تياتي
- عمدة طيبة
- كاهن-وعب
- خادم في مكان الحقيقة
- مقبرة TT81